# Erythrotriorchis
Erythrotriorchis är ett släkte i familjen hökar med två arter som förekommer på Nya Guinea och i Australien:
- Rostskuldrad hök (E. buergersi)
- Rödhök (E. radiatus)